# 이집트의 마천루 목록

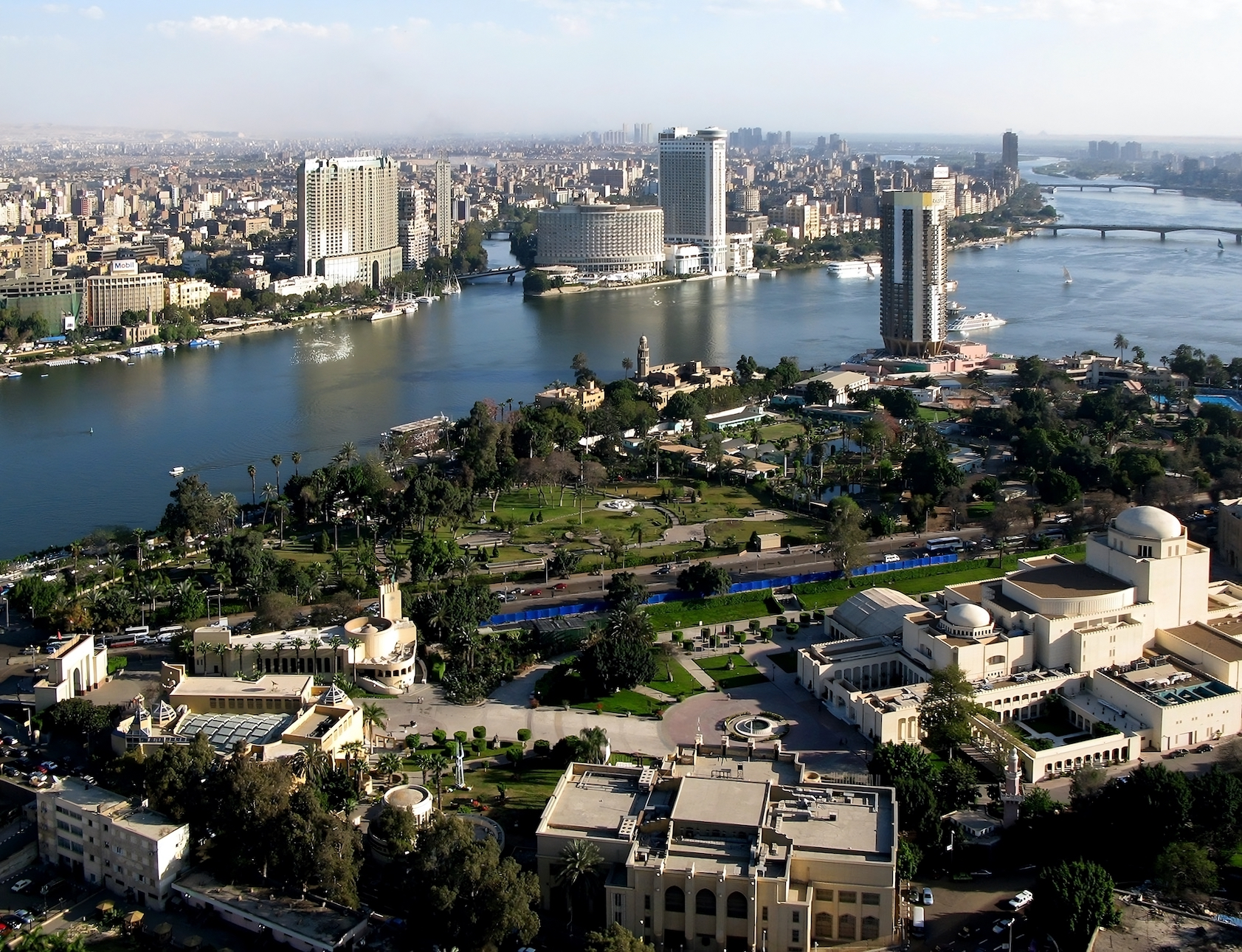
카이로, 이집트에서 가장 큰 도시.

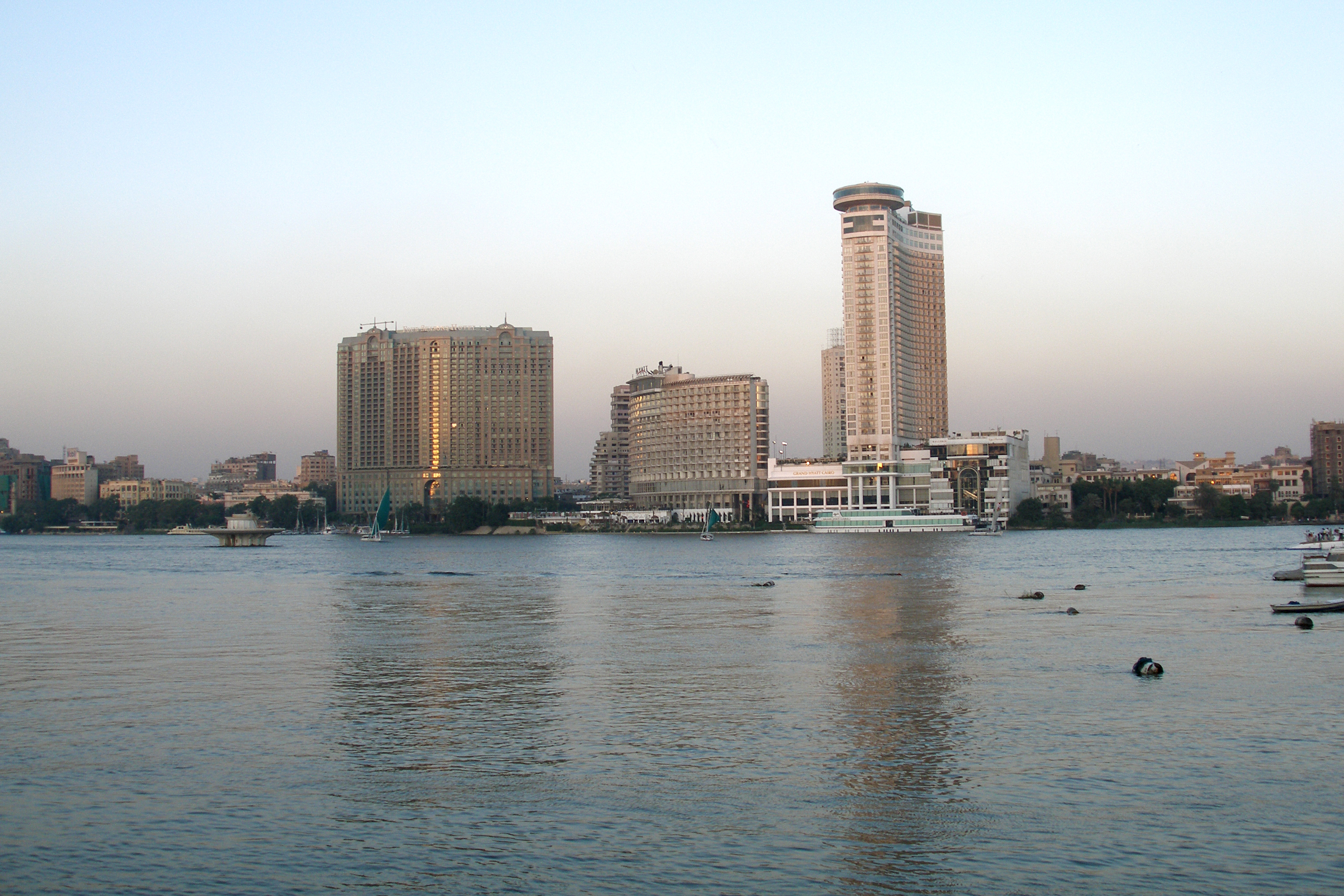
그랜드 하얏트 카이로

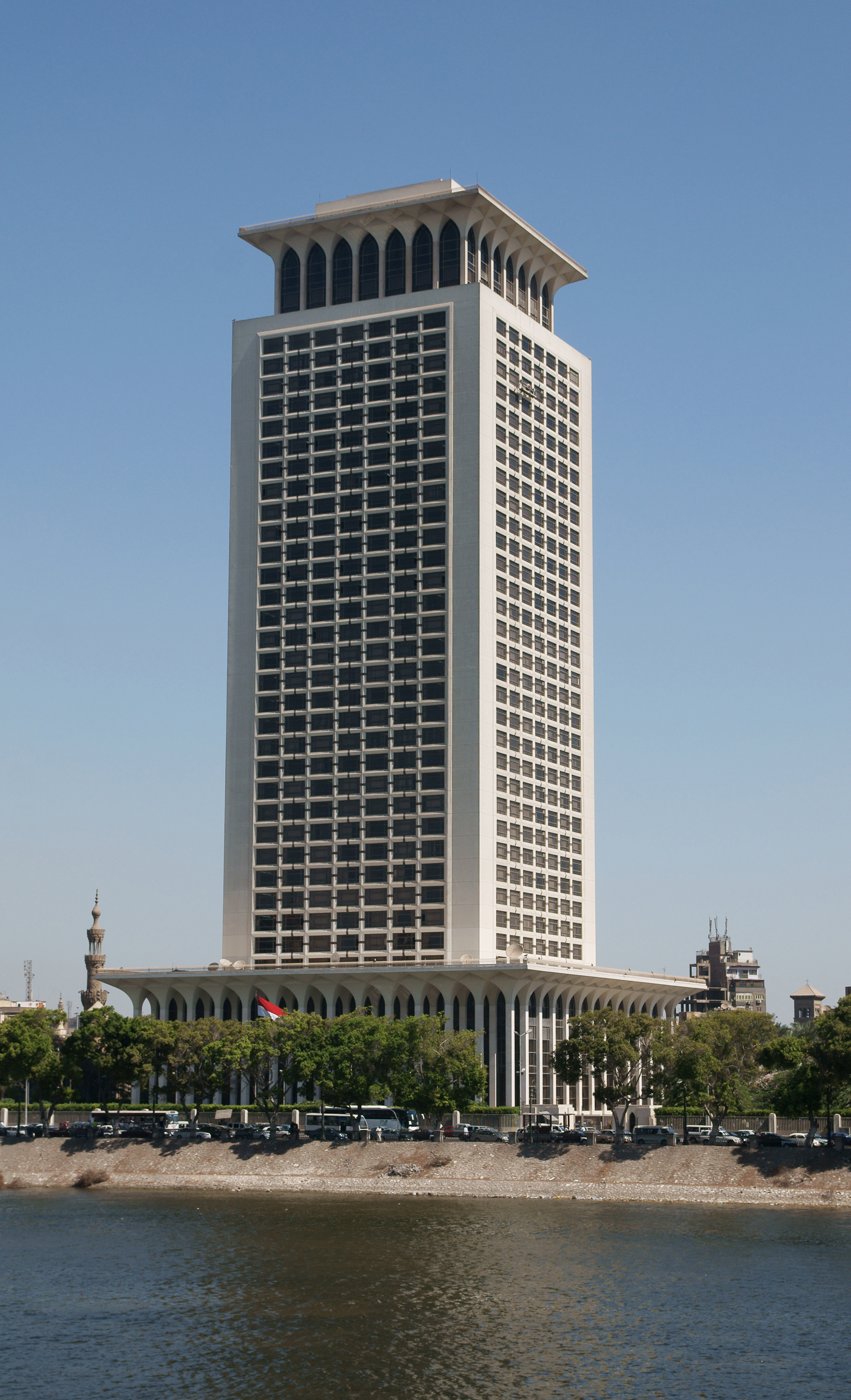
외무부 건물 카이로

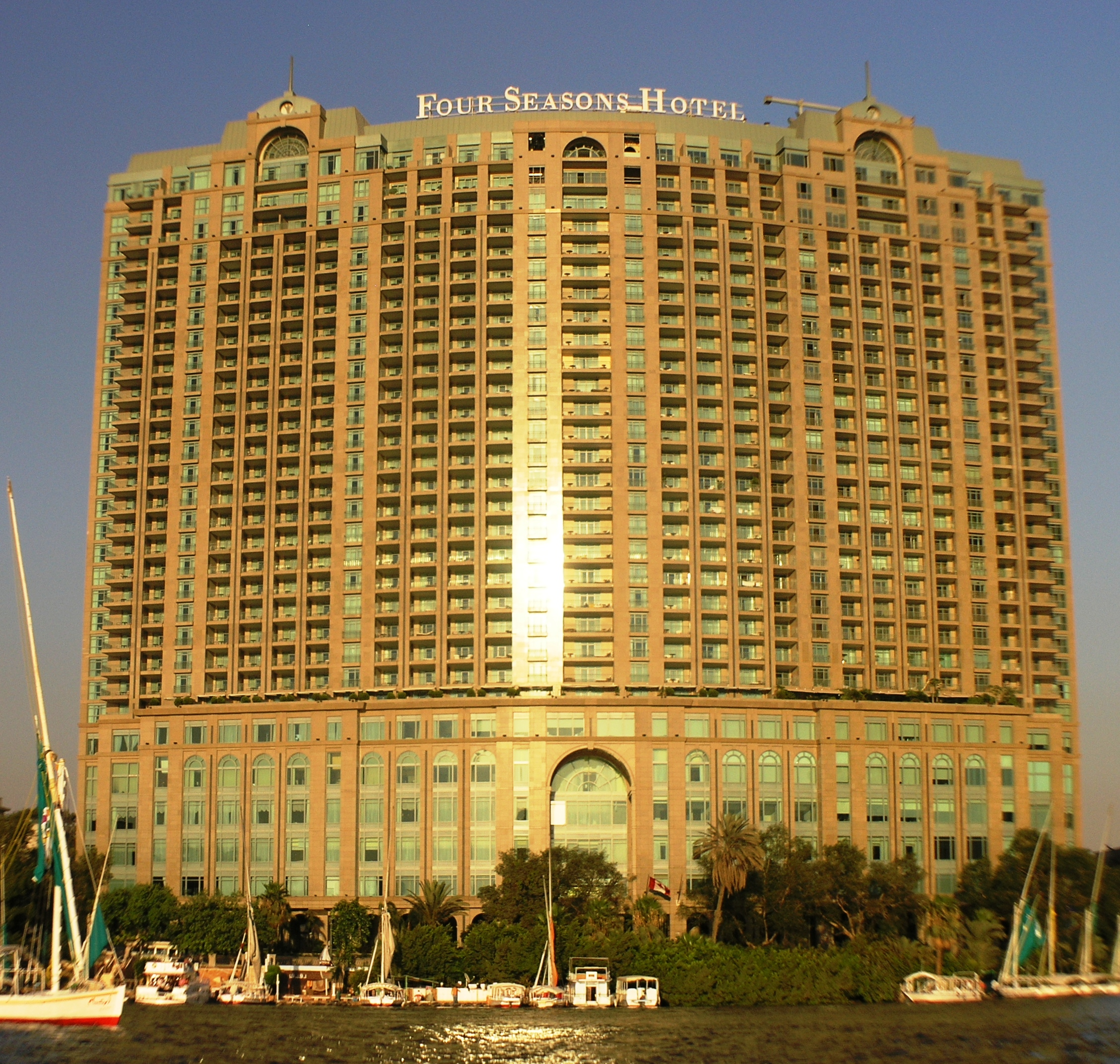
카이로의 포시즌스 호텔

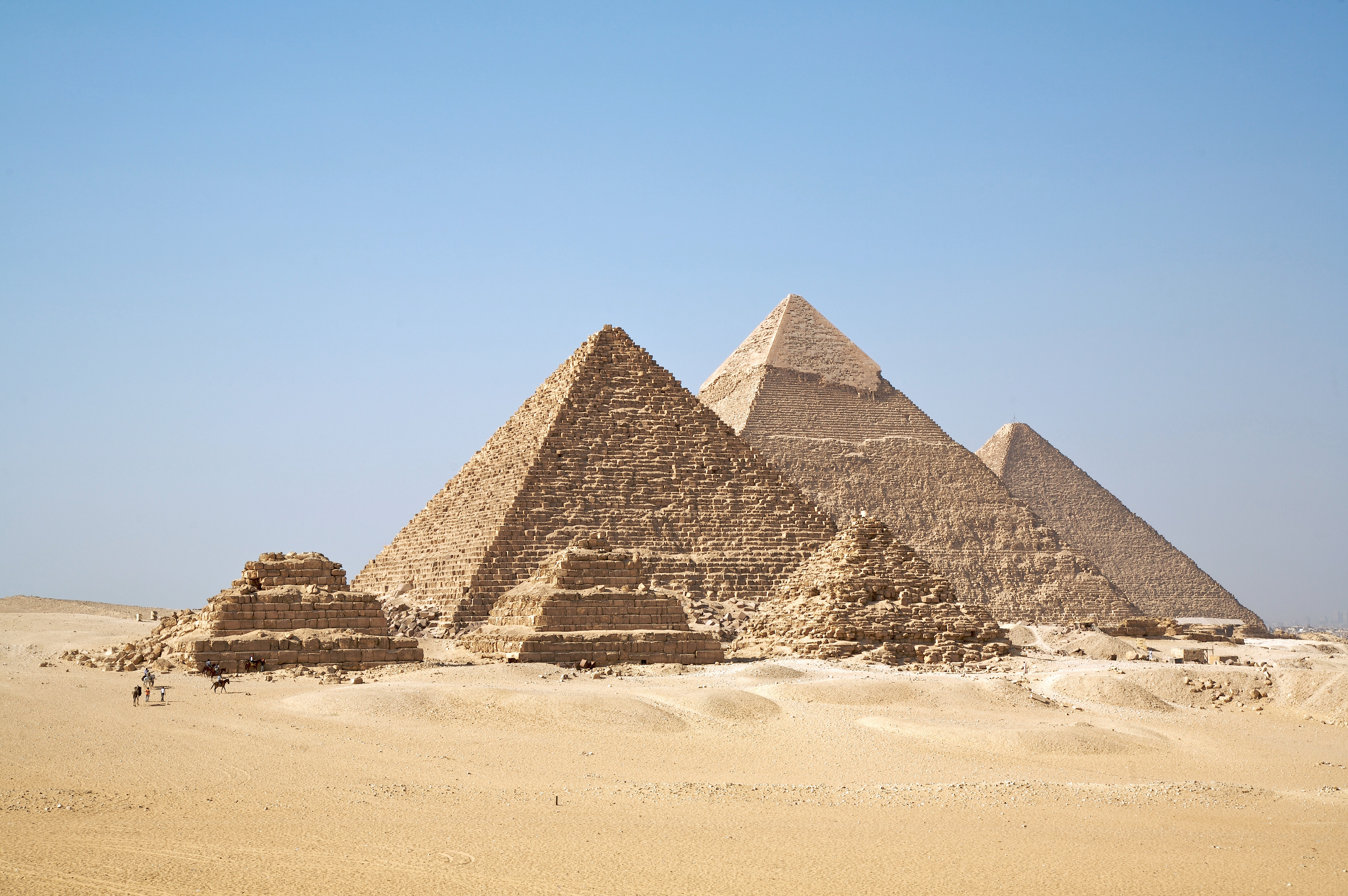
기자 피라미드

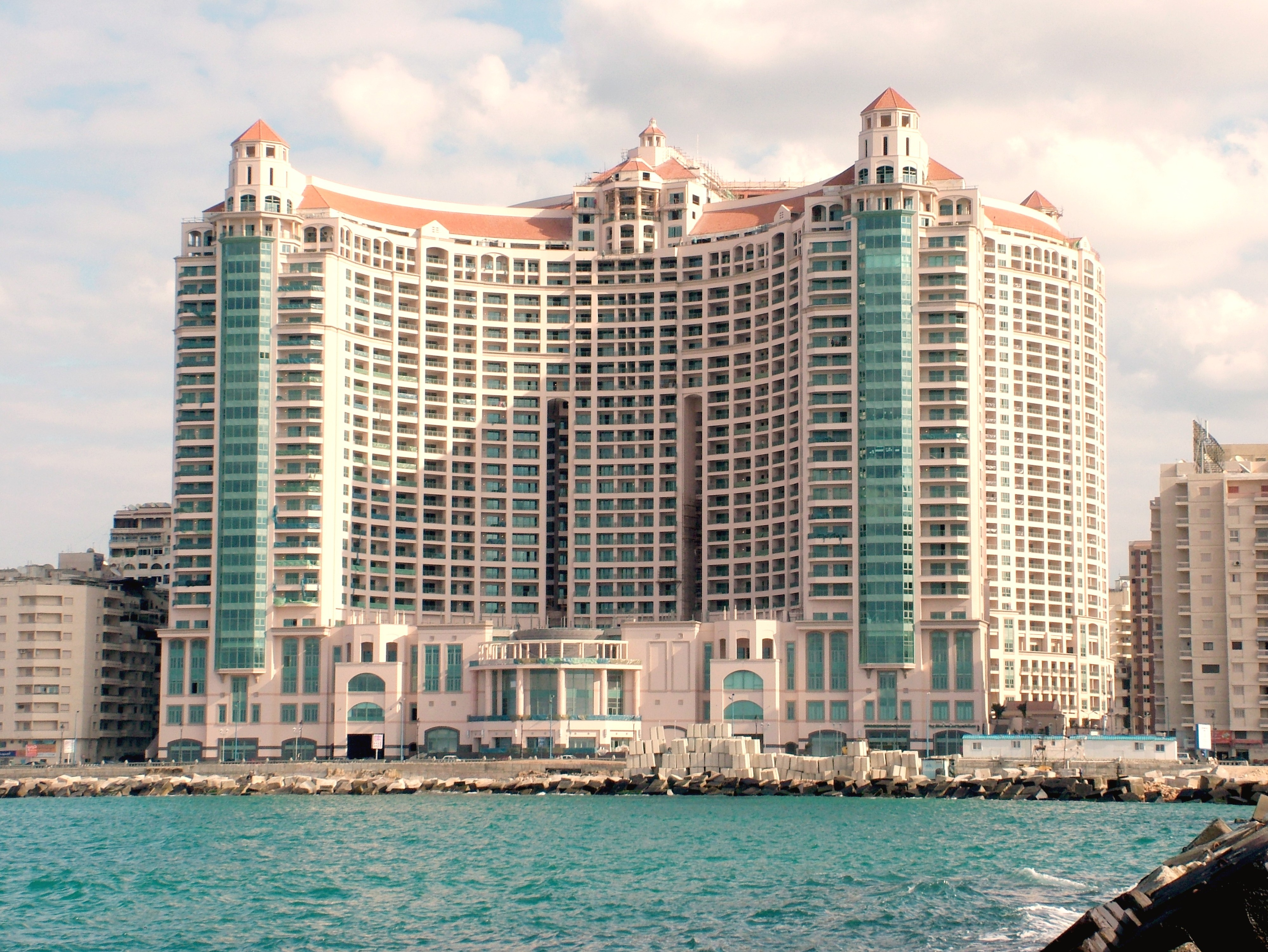
알렉산드리아의 산 스테파노 그랜드 플라자

이집트의 마천루 목록이다. 아프리카의 많은 경제에 비해 이집트는 상당히 다양하다. 그러나 이집트는 세계에서 가장 큰 관광지 중 하나이며 GDP의 많은 부분을 차지한다. 사람들은 무성한 지중해 해안선뿐만 아니라 풍부한 역사와 수천 년이 지난 후에도 스카이라인에 계속 적용되는 거대한 거석 구조를 위해 왔다. 따라서 주요 관광지로서의 지위는 가장 높은 건물중 많은 호텔에 반영되어 있으며, 심지어 몇 곳은 세계적으로 유명한 피라미드다. 카이로의 스카이라인은 아프리카에서 가장 밀집된 도시 중 하나로 계속 성장하고 있다.
현재 공사중인 가장 큰 프로젝트는 180 m (591 ft)에 있는 세인트 레지스 호텔 타워 1다. 이 구조는 완료되면 이집트에서 가장 높은 건물이 된다. 이 건물에는 이집트에서 두 번째로 세 번째로 높은 건물이 될 두 개의 작은 쌍둥이가 동반된다. 여기에는 건축된 경우 높이가 500 m (1,640 ft) 이상으로 아프리카에서 가장 높은 건물이 될 수 있는 초경량 에코 타워가 포함된다.
이집트에서 가장 높은 건축물은 323 미터 높이의 엘마할라-엘쿠브라 TV 마스트다. 에서 가장 높은 독립 구조물은 높이 221 미터를 가로 지르는 수에즈 운하 전력선의 전기 철탑이다.

## 가장 높은 마천루
이 목록은 표준 높이 측정을 기준으로 최소 100 m (328 ft) 높이의 이집트 마천루다. 여기에는 첨탑 및 구조적 세부사항이 포함되지만 안테나 마스트는 포함되지 않다.
| 순위 | 마천루                                | 피나클 높이      | 층수 | 연도     | 도시         |                                               |
| 순위 | 마천루                                | 피나클 높이      | 층수 | 연도     | 도시         | 비고                                          |
| 1    | 카이로 타워                           | 187 m (614 ft)   |      | 1961     | 카이로       | 현재 이집트와 북아프리카에서 가장 높은 마천루 |
| 2    | 이집트 외무부 빌딩                    | 143 m (469 ft)   | 39   | 1994     | 카이로       |                                               |
| 3    | 엘 게지라 타워 뫼벤픽 호텔            | 142 m (466 ft)   | 43   | 1996     | 카이로       |                                               |
| 4    | 그랜드 하얏트 카이로 호텔             | 142 m (466 ft)   | 41   | 2002     | 카이로       |                                               |
| 5    | 나일 시티 사우스 타워                 | 142 m (466 ft)   | 34   | 2003     | 카이로       |                                               |
| 6    | 나일 시티 노스 타워                   | 142 m (466 ft)   | 34   | 2002     | 카이로       |                                               |
| 7    | 엘 마디 레지던셜 타워 18              | 140 m (460 ft)   | 42   | 1985     | 카이로       |                                               |
| 8    | 엘 마디 레지던셜 타워 17              | 140 m (460 ft)   | 42   | 1985     | 카이로       |                                               |
| 9    | 엘 마디 레지던셜 타워 16              | 140 m (460 ft)   | 42   | 1985     | 카이로       |                                               |
| 10   | 엘 마디 레지던셜 타워 15              | 140 m (460 ft)   | 42   | 1985     | 카이로       |                                               |
| 11   | 엘 마디 레지던셜 타워 14              | 140 m (460 ft)   | 42   | 1985     | 카이로       |                                               |
| 12   | 엘 마디 레지던셜 타워 13              | 140 m (460 ft)   | 42   | 1985     | 카이로       |                                               |
| 13   | 기자의 대피라미드                     | 138.8 m (455 ft) |      | 2560 BCE | 기자         |                                               |
| 14   | 카프레의 피라미드                     | 136.4 m (448 ft) |      | 2560 BCE | 기자         |                                               |
| 15   | 세인드 레지스 호텔 카이로 나일 플라자 | 136 m (446 ft)   | 34   | 공사중   | 카이로       |                                               |
| 16   | 이집트 국립 은행 타워 1               | 135 m (443 ft)   | 33   | 1986     | 카이로       |                                               |
| 17   | 이집트 국립 은행 타워 2               | 135 m (443 ft)   | 33   | 1986     | 카이로       |                                               |
| 18   | 산 스테파노 그랜드 플라자             | 135 m (443 ft)   | 35   | 2006     | 알렉산드리아 | 알렉산드리아에서 가장 높은 마천루             |
| 19   | 포시즌즈 호텔 카이로 앳 나일 플라자   | 127 m (417 ft)   | 31   | 1999     | 카이로       |                                               |
| 20   | 엘 마디 레지던셜 타워 12              | 122 m (400 ft)   | 35   | 1987     | 카이로       |                                               |
| 21   | 엘 마디 레지던셜 타워 11              | 122 m (400 ft)   | 35   | 1987     | 카이로       |                                               |
| 22   | 엘 마디 레지던셜 타워 10              | 122 m (400 ft)   | 35   | 1987     | 카이로       |                                               |
| 23   | 엘 마디 레지던셜 타워 9               | 122 m (400 ft)   | 35   | 1987     | 카이로       |                                               |
| 24   | 엘 마디 레지던셜 타워 8               | 122 m (400 ft)   | 35   | 1987     | 카이로       |                                               |
| 25   | 엘 마디 레지던셜 타워 7               | 122 m (400 ft)   | 35   | 1987     | 카이로       |                                               |
| 26   | 엘 마디 레지던셜 타워 6               | 122 m (400 ft)   | 35   | 1987     | 카이로       |                                               |
| 27   | 엘 마디 레지던셜 타워 5               | 122 m (400 ft)   | 35   | 1987     | 카이로       |                                               |
| 28   | 로다 아일랜드 레지던스                | 118 m (387 ft)   | 39   | ??       | 카이로       |                                               |
| 29   | 람세스 힐튼 & 월드 트레이드 센터      | 110 m (360 ft)   | 36   | 1980     | 카이로       |                                               |
| 30   | 힐튼 월드 트레이드 센터 레지던스 1    | 110 m (360 ft)   | 32   | ??       | 카이로       |                                               |
| 31   | 세미라미스 인터컨티넨탈 호텔          | 107 m (351 ft)   | 29   | ??       | 카이로       |                                               |
| 32   | 포시즌스 카이로 앳 퍼스트 레지던스    | 103 m (338 ft)   | 30   | ??       | 카이로       |                                               |
| 33   | 벨몬트 빌딩                           | 102 m (335 ft)   | 32   | 1954     | 카이로       |                                               |
| 34   | 알렉산드리아 시티 센터 타워 1         | 100 m (330 ft)   | 30   | 2003     | 알렉산드리아 |                                               |
| 35   | 라디오 & 텔레비전 빌딩                | 100 m (330 ft)   | 30   | 1957     | 카이로       |                                               |
| 36   | 엘 게지라 쉐라톤 호텔                 | 100 m (330 ft)   | 30   | 1984     | 카이로       |                                               |
| 37   | 콘래드 인터내셔널 카이로 호텔         | 100 m (330 ft)   | 30   | 1999     | 카이로       |                                               |
| 38   | 더 페어몬트 카이로                    | 100 m (330 ft)   | 25   | 2007     | 카이로       |                                               |

## 가장 높은 공사중
여기에는 이집트에서 공사중이거나 승인 또는 제안되어 100 m (328 ft) 이상으로 올라갈 계획이지만 아직 완공되지 않은 마천루가 나와있다. 2011년 02월 기준에 3개의 마천루가 공사중이며 많은 건물이 계획되어 있다.
공사중, 승인 및 제안중
| 이름                        | 높이 m / ft                         | 층수 | 연도 | 도시         | 상태        |
| --------------------------- | ----------------------------------- | ---- | ---- | ------------ | ----------- |
| 오블리스코 캐피탈           | 1,000 m (3,300 ft)                  | 165  | 2030 | 카이로       | 제안됨      |
| 아이코닉 타워               | 385.8 m (1,266 ft)                  | 90   | 2023 | 카이로       | 공사중      |
| 나일 타워 호텔              | 300 m (980 ft)                      | 70   | 2014 | 카이로       | 제안됨      |
| 세인트 레지스 호텔 타워     | 41F (180m), 39F (170m) & 35F (150m) | 39   | 2014 | 카이로       | 공사중      |
| 피스 라이트하우스           | 145 m (476 ft)                      | ?    | 2007 | 알렉산드리아 | 오래된 제안 |
| 더 카이로 시티 타워스       | ?                                   | 35   | 2008 | 카이로       | 공사중      |
| 사우디 대사관 타워          | 85m                                 | 32   | 2012 | 카이로       | 공사중      |
| 알 푸타임 인베스트먼트 타워 | ?                                   | ?    | 2008 | 카이로       | 제안됨      |
| 샤자 카이로 나일            | 200 m                               | 50   | 2016 | 카이로       | 공사중      |
| 드림랜드                    | ?                                   | 20   | 2008 | 카이로       | 제안됨      |

## 같이 보기
- 남아프리카 공화국의 마천루 목록
- 아프리카의 마천루 목록